# Liste der Stolpersteine in der Schweiz

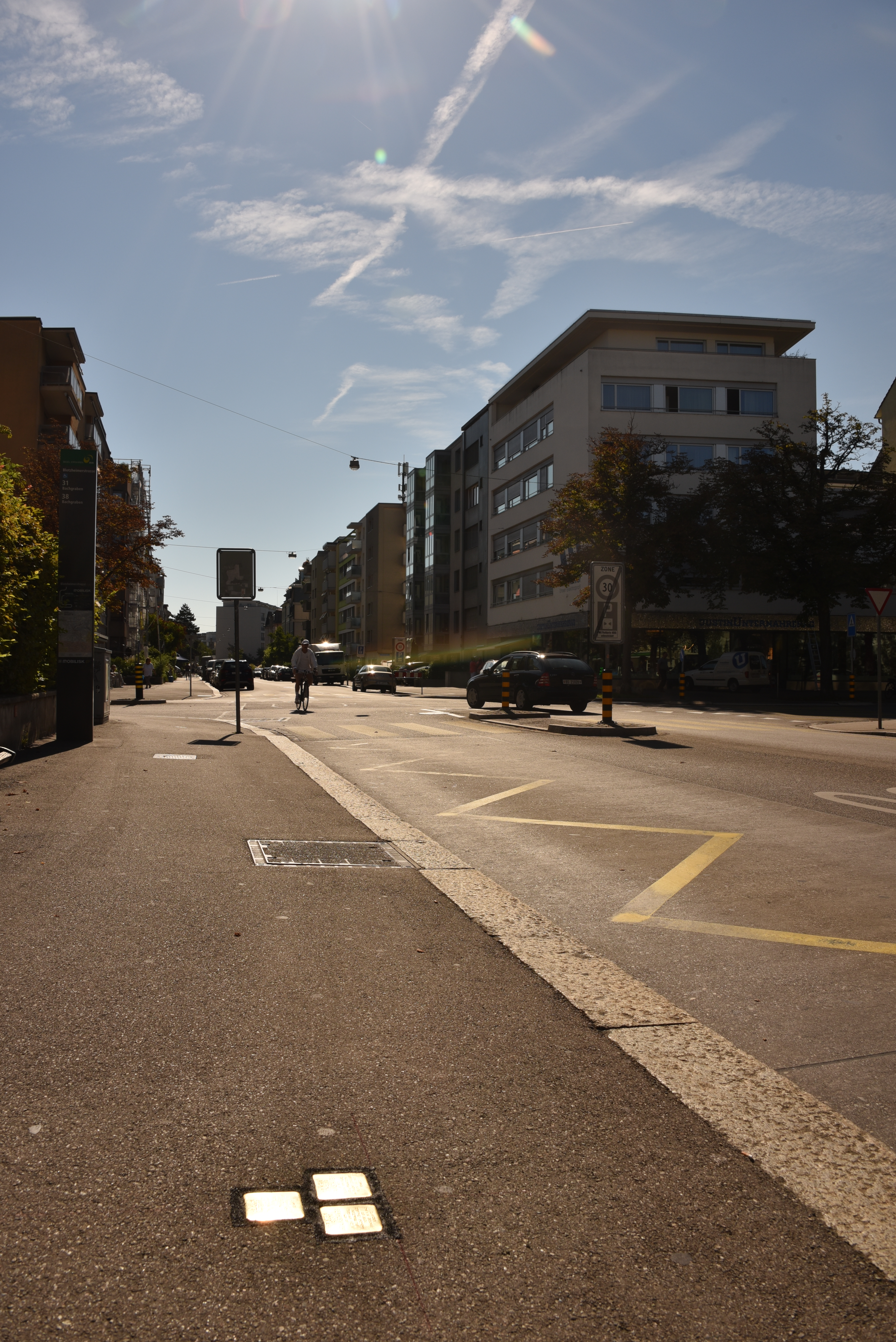
Stolpersteine in der Hegenheimerstrasse 96 in Basel

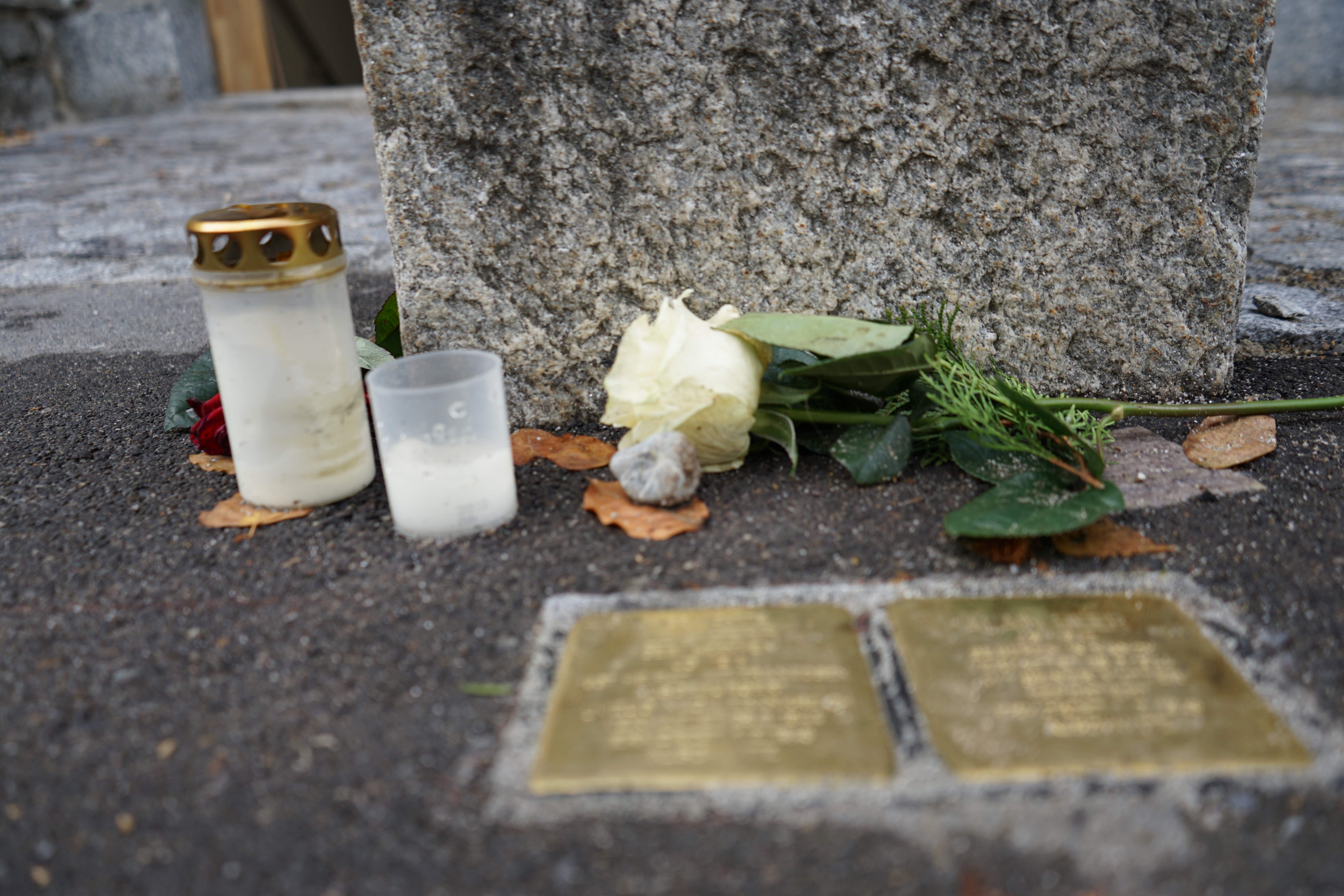
Stolpersteine für das Ehepaar Beer wenige Wochen nach der Verlegung in Zürich

Die Liste der Stolpersteine in der Schweiz enthält alle Stolpersteine, die im Rahmen des gleichnamigen Kunst-Projekts von Gunter Demnig in der Schweiz verlegt wurden. Mit den Steinen soll an das Schicksal der Menschen erinnert werden, die in der Zeit des Nationalsozialismus (NS-Zeit) verfolgt, ermordet, deportiert, vertrieben oder in den Suizid getrieben wurden.
Bis Juni 2025 wurden in der Schweiz in sechs Kantonen 48 Stolpersteine und eine Stolperschwelle gesetzt: in Basel, Bern, Biel, Brissago, Kreuzlingen, Riehen, Tägermoos (TG), St. Gallen, Winterthur und Zürich.
Am 8. September 2013 wurden die ersten beiden Stolpersteine in Kreuzlingen verlegt, am 13. September 2015 erfolgte die Verlegung eines Stolpersteins im Tägermoos, einer Gemarkung Konstanz’ auf Schweizer Gebiet. Seit 2020 werden auch in weiteren Städten in der Schweiz Stolpersteine verlegt. Präsident des nach dem Erscheinen des Buchs «Die Schweizer KZ-Häftlinge» gegründeten Vereins Stolpersteine Schweiz ist Res Strehle.

## Verlegte Stolpersteine

### Kanton Basel-Stadt

#### Basel
In Basel wurden neun Stolpersteine an sieben Adressen verlegt.
| Stolperstein | Inschrift | Verlegeort            | Name, Leben |
| ------------ | --- | --------------------- | --- |
|              | HIER WOHNTE ANNA MARIA BÖHRINGER JG. 1885 NACH DEUTSCHLAND ABGESCHOBEN 22.9.1939 ERMORDET 20.2.1945 RAVENSBRÜCK                                       | Erlenstrasse 14       | Anna Maria Böhringer geb. Bürgi wurde 1885 in Basel geboren. 1905 heiratete sie den Deutschen Arnold Böhringer und verlor so die Schweizer Staatsbürgerschaft. 1920 wurde sie wegen ihres «unmoralischen Lebenswandels» aus der Schweiz ausgewiesen. 1931 erfolgte die Scheidung. Die Nationalsozialisten inhaftierten Böhringer wegen kleinerer Vergehen. Bemühungen zur Aufhebung des Landesverweises scheiterten. Als sie ihren kranken Vater in Basel besuchte, wurde sie wiederholt verhaftet. Am 22. September 1939 wurde sie nach Lörrach abgeschoben. Sie wurde von der Gestapo verhaftet und am 9. November 1939 ins KZ Ravensbrück deportiert. Nach fünf Jahren wurde sie ins Jugendschutzlager Uckermark überstellt. Anna Maria Böhringer wurde am 20. Februar 1945 ermordet. |
|              | HIER WOHNTE REBEKKA BRAUNSCHWEIG JG. 1894 FLUCHT 1938 BASEL EXIL FRANKREICH RÜCKKEHR VERWEIGERT FLUCHT JULI 1942 SCHWEIZ                              | Hegenheimerstrasse 96 | Rebekka Braunschweig geb. Olesheimer wurde 1894 in Kirchen unweit von Lörrach geboren. Einen Teil der Schulausbildung absolvierte sie in Basel. 1933, jetzt mit Leopold Braunschweig verheiratet, zog sie nach Saint-Louis. Etwa ein Jahr später erhielten beide einen befristeten Aufenthalt in der Schweiz, mussten dann aber nach Kirchen zurückkehren. 1938 zog Rebekka mit zwei Töchtern nach Besançon, ihr Mann wurde in Basel geduldet. Am 15. Juli 1942 floh sie in die Schweiz, illegal die Grenze im Jura überquerend, nachdem ihre Tochter Johanna deportiert worden war. Am 18. August 1942 verfügten die Bundesbehörden die Ausweisung. Nach Protest eines Anwalts erklärte Heinrich Rothmund am 3. September 1942, dass man auf die Ausschaffung verzichten werde. |
|              | HIER WOHNTE JOHANNA BRAUNSCHWEIG JG. 1924 FLUCHT 1938 BASEL EXIL FRANKREICH RÜCKKEHR VERWEIGERT FLUCHT JULI 1942 SCHWEIZ                              | Hegenheimerstrasse 96 | Johanna Braunschweig wurde 1924 in Basel geboren. Einen Teil der Schulausbildung absolvierte sie in Basel. 1937 übersiedelte sie für ein Jahr von Kirchen nach Basel zu ihrer älteren Schwester Denise, die einen Schweizer geheiratet hatte. 1938 floh ihre Mutter Rebekka mit ihr und der älteren Schwester nach Besançon. Am 8. Juli 1942 floh sie in die Schweiz, illegal die Grenze im Jura überquerend, nachdem die französische Gendarmerie begonnen hatte, Juden zu inhaftieren. Sie konnte nach zwei Tagen Haft zu ihrer Schwester. Kurze Zeit später folgte ihre Mutter. Am 18. August 1942 verfügten die Bundesbehörden die Ausweisung der beiden Frauen. Nach Protest eines Anwalts erklärte Heinrich Rothmund am 3. September 1942, dass man auf die Ausschaffung verzichten werde. |
|              | HIER WOHNTE MARGOT BRAUNSCHWEIG JG. 1920 FLUCHT 1938 BASEL EXIL FRANKREICH RÜCKKEHR VERWEIGERT DEPORTIERT ERMORDET 19.8.1942 AUSCHWITZ                | Hegenheimerstrasse 96 | Margot Braunschweig wurde 1920 in Kirchen unweit von Lörrach geboren. 1938 floh ihre Mutter Rebekka mit ihr und der älteren Schwester nach Besançon. Am 12. Juli 1942 wurde sie dort verhaftet. Zwei Tage später erfolgte die Deportation ins KZ Auschwitz-Birkenau, wo sie am 19. August 1942 ermordet wurde. |
|              | HIER WOHNTE GASTON DREHER JG. 1907 NACH FRANKREICH ABGESCHOBEN 2.12.1943 ERMORDET 21.4.1944 AUSCHWITZ-BIRKENAU                                        | Mostacker 15          | Gaston Dreher wurde 1907 in Mülhausen geboren. 1912 zog die Familie nach Basel. Nach dem Tod des Vaters geriet die Familie in finanzielle Schwierigkeiten und Gaston mit dem Gesetz in Konflikt. 1927 wurde er zu einer Gefängnisstrafe verurteilt. Es folgten weitere Aufenthalte in Gefängnissen und psychiatrischen Kliniken in der Schweiz und in Frankreich. Wiederholt verletzte er den Landesverweis. Ein Gesuch um Aufhebung zeigte keinen Erfolg. Nach der Besetzung Frankreichs hielt er sich zuerst in der unbesetzten Zone auf und flüchtete im Herbst 1943 in die Schweiz. Nach einer Festnahme wurde er auf Beschluss der Bundesbehörden am 2. Dezember 1943 bei Genf ausgewiesen. Von den Deutschen verhaftet, wurde er ins Internierungslager Drancy gebracht. Am 17. Dezember 1943 wurde er ins KZ Auschwitz-Birkenau deportiert. Dort wurde er vermutlich am 21. April 1944 ermordet.  |
|              | HIER WOHNTE EDMÉE HIRSCH-DITISHEIM JG. 1907 DAS BÜRGERRECHT ABERKANNT WEGEN HEIRAT VERHAFTET 1944 ERMORDET AUG. 1944 AUSCHWITZ                        | Spalenring 140        | Edmée Hirsch geb. Ditisheim wurde 1907 in Basel geboren. 1929 heiratete sie den Franzosen Armand Hirsch und verlor so die Schweizer Staatsbürgerschaft. Die Familie Hirsch lebte in Colmar, ab 1939 in Quarré-les-Tombes, nach dem Überfall auf Frankreich in Saint-Geniès-de-Malgoirès und ab Januar 1944 in Noirétable. Ein Antrag der Familie auf Einreise in die Schweiz «zwecks Vorbereitung der Weiterreise» wurde am 25. Mai 1944 bewilligt. Einen Tag zuvor wurden sie jedoch verhaftet. Am 30. Juni wurden sie vom Sammellager Drancy ins KZ Auschwitz-Birkenau überführt. Edmée starb im August 1944 an einer Lungenentzündung – nur ihr Sohn Claude überlebte die KZ-Haft. |
|              | HIER WOHNTE ROBERT KEHRLI JG. 1897 IM WIDERSTAND VERHAFTET DEUTSCHLAND VERURTEILT 1934 'VORBEREITUNG HOCHVERRAT' ZUCHTHAUS HOHENASPERG ENTLASSEN 1939 | Utengasse 43          | Friedrich Robert Kehrli wurde 1897 in Mannschatz bei Leipzig als Sohn eines Schweizers und einer Deutschen geboren. Nach dem Ersten Weltkrieg, aus dem er verwundet heimkehrte, übersiedelte er in die Schweiz. Er trat der Kommunistischen Partei bei. 1926 trat er aus der Partei aus, unterstützte aber Kommunisten jenseits der Grenzen mit Kurierdiensten und Fluchthilfe. Nachdem er im Dezember 1934 beim Schmuggel von Flugblättern über die Grenze verhaftet worden war, wurde er zu fünf Jahren Gefängnis verurteilt. Am 23. Dezember 1939 wurde er in die Schweiz entlassen. Durch die lange Haft erlitt er gesundheitliche Probleme. Er verstarb am 20. November 1968 in Basel. |
|              | HIER WOHNTE KURT PREUSS JG. 1910 NACH DEUTSCHLAND ABGESCHOBEN 5.3.1939 ERMORDET 3.12.1941 GROSS-ROSEN                                                 | Rappoltshof 7         | Kurt Preuss wurde 1910 in Breslau geboren. Aus Berlin kommend, überquerte er am 8. Juni 1938 mit seiner Geliebten Gertrud Lüttich bei Lörrach die Grenze zur Schweiz. Wegen der Beziehung eines Juden zu einer Nicht-Jüdin wurde in Deutschland nach ihnen gefahndet. Einige Wochen später wurde ihnen die Frist gesetzt, bis zum 5. August 1938 die Schweiz zu verlassen. Die Frist wurde bis zum 15. Oktober 1938 verlängert. Am 19. Dezember 1938 reisten sie nach Frankreich aus, kehrten aber wieder in die Schweiz zurück, da sie kein Geld und keine Papiere hatten. In Basel wurden sie am 7. Februar 1939 verhaftet. Kurt Preuss wurde nach einer kurzen Haftstrafe ausgewiesen, kehrte aber unverzüglich in die Schweiz zurück. Am 5. März 1939 wurde er in Lörrach an die deutschen Behörden übergeben, am 19. Juli 1941 in das KZ Groß-Rosen gebracht und dort am 8. Dezember 1941 ermordet. |
|              | HIER WOHNTE ARMIN WEISS JG. 1895 NACH DEUTSCHLAND ABGESCHOBEN 12.12.1939 ERMORDET 16.3.1940 SACHSENHAUSEN                                             | Schnabelgasse 3       | Armin Weiss wurde 1895 in Wien geboren. Am 31. Juli 1938 überquerte er bei Weil am Rhein die Grenze zur Schweiz. Er erhielt vorerst eine befristete Aufenthaltserlaubnis. Wegen Verletzung des Erwerbsverbots wurde Weiss am 12. Dezember 1939 nach Lörrach abgeschoben. Er wurde am 16. März 1940 im KZ Sachsenhausen ermordet. |

#### Riehen
Am 2. November 2021 wurde in Riehen eine Stolperschwelle verlegt:
| Inschrift | Verlegeort             | Name, Leben |
| --- | ---------------------- | --- |
| Stolperschwelle für abgewiesene Juden und Jüdinnen an der Basler Grenze |                        | |
| VON HIER AUS WURDEN 13 JÜDINNEN UND JUDEN AM 23.11.1938 VON SCHWEIZER POLIZISTEN UND GRENZWÄCHTERN DER GESTAPO AUSGELIEFERT. IM GEDENKEN AN ÜBER 30.000 MENSCHEN, DIE IN IHRER NOT IN DER SCHWEIZ RETTUNG SUCHTEN UND UM ASYL GEBETEN HATTEN– VERGEBLICH. DIE SCHWEIZ TRÄGT EINE MITSCHULD AN IHREM SCHICKSAL. | Lörracherstrasse, Zoll | Die Stolperschwelle für abgewiesene Juden und Jüdinnen an der Basler Grenze am Grenzübergang Lörrach/Riehen gedenkt der über 30'000 Menschen, die auf der Flucht vor dem nationalsozialistischen Terror vergeblich Rettung in der Schweiz gesucht und um Einlass gebeten hatten. |

### Kanton Bern

#### Bern
Am 15. Juni 2023 wurden in Bern erstmals 5 Stolpersteine gesetzt.
| Stolperstein | Inschrift | Verlegeort         | Name, Leben |
| ------------ | --- | ------------------ | --- |
|              | HIER WOHNTE ARTHUR BLOCH JG. 1882 ERMORDET VON SCHWEIZER ANTISEMITEN 16.4.1942 PAYERNE                                                                                   | Monbijoustrasse 51 | Arthur Bloch (1882–1942) Die Ermordung von Arthur Bloch ist Handlung eines Romans von Jaques Chessex und des gleichnamigen Films Ein Jude als Exempel. |
|              | HIER WOHNTE LUCIEN LEWEIL-WOOG JG. 1896 UMZUG NACH FRANKREICH VERHAFTET 20.11.1943 INTERNIERT DRANCY DEPORTIERT AUSCHWITZ ERMORDET 25.11.1943                            | Spitalgasse 14     | Lucien Leweil-Woog (1896–1943) |
|              | HIER WOHNTE GUIDO ZEMBSCH-SCHREVE JG. 1916 IM WIDERSTAND/FRANKREICH VERHAFTET 20.3.1944 DEPORTIERT KZ BUCHENWALD KZ MITTELBAU-DORA KZ RAVENSBRÜCK FLUCHT AUF TODESMARSCH | Distelweg 1        | Guido Zembsch-Schreve (1882–1942) |
|              | IN BERN SUCHTE SCHUTZ CELINE ZAGIEL JG. 1925 AUSGESCHAFFT 19.8.1942 FRANKREICH INTERNIERT DRANCY DEPORTIERT 24.8.1942 AUSCHWITZ ERMORDET                                 | Genfergasse 22     | Celine Zagiel (1925–1942) |
|              | IN BERN SUCHTE SCHUTZ SIMON ZAGIEL JG. 1921 AUSGESCHAFFT 19.8.1942 FRANKREICH INTERNIERT DRANCY DEPORTIERT 24.8.1942 AUSCHWITZ BEFREIT                                   | Genfergasse 22     | Simon Zagiel (1921–1942) |

#### Biel
| Stolperstein | Inschrift | Verlegeort              | Name, Leben                          |
| ------------ | --- | ----------------------- | ------------------------------------ |
|              | HIER WOHNTE CLARA WINOGRAD-PINTSCHUK JG. 1903 BÜRGERRECHT ABERKANNT WEGEN HEIRAT AUSGEWANDERT POLEN GHETTO BIALYSTOK RÜCKKEHR IN DIE SCHWEIZ VERHINDERT ERMORDET 1943 | Karl-Neuhaus-Strasse 40 | Clara Winograd-Pintschuk (1903–1943) |
|              | SE REFUGIAIT A BIENNE LAJA "LILI" SONABEND NEE 1904 EXPULSEE 17.8.1942 EN FRANCE OCCUPEE INTERNEE DRANCY DEPORTEE 24.8.1942 AUSCHWITZ ASSASSINEE                      | Sonabend-Platz          | Laja "Lili" Sonabend (1904–1942)     |
|              | SE REFUGIAIT A BIENNE SIMON SONABEND NE 1899 EXPULSE 17.8.1942 EN FRANCE OCCUPEE INTERNE DRANCY DEPORTE 24.8.1942 AUSCHWITZ ASSASSINE                                 | Sonabend-Platz          | Simon Sonabend (1899–1942)           |
|              | SE REFUGIAIT A BIENNE SABINE "SARAH" SONABEND NEE 1927 EXPULSEE 17.8.1942 EN FRANCE OCCUPEE SURVIT                                                                    | Sonabend-Platz          | Sabine "Sarah" Sonabend (* 1927)     |
|              | SE REFUGIAIT A BIENNE CHARLES SONABEND NE 1931 EXPULSE 17.8.1942 EN FRANCE OCCUPEE SURVIT                                                                             | Sonabend-Platz          | Charles Sonabend (1931–2019)         |

### Kanton St. Gallen
In St. Gallen, der Hauptstadt des Kantons St. Gallen, wurde im September 2023 der erste Stolperstein verlegt.

#### St. Gallen
| Stolperstein | Inschrift | Verlegeort          | Name, Leben |
| ------------ | --- | ------------------- | --- |
|              | HIER WOHNTE ARTHUR B. VOGT JG. 1912 AUSGESCHAFFT 1937 VERHAFTET 1943 LUSTENAU VERURTEILT ‚FEINDBEGÜNSTIGUNG‘ HINGERICHTET 19.9.1944 MÜNCHEN-STADELHEIM            | Kolosseumstrasse 21 | Arthur Bernhard Vogt (1912–1944) wurde am 24. Juli 1912 in Gossau als Sohn einer katholischen Familie geboren. Sein Vater war Schneider und wahrscheinlich wegen der blühenden St. Galler Textilindustrie und der Liebe aus Wartenberg (Tschechien) in die Ostschweiz gezogen. Nach dem Ersten Weltkrieg zog die Familie nach St. Gallen, wo sie an wechselnden Adressen wohnte. Ab 1928 arbeitete Vogt als Küchenbursche in diversen Gaststätten der Ost- und Zentralschweiz. Dabei kam er wahrscheinlich mit der damaligen Sittenordnung in Konflikt (wahrscheinlich Homosexualität), was – damals nicht unüblich – zu einer Rückführung in die vorherigen Wohngemeinden oder hier zu seinen Eltern führte. Da er sich mit seinem Vater stritt, floh er bald wieder. Mehrmals muss er aber wieder heimgeführt worden sein, etwa wegen Mittellosigkeit oder Betteln. Nun kam er wohl recht regelmässig mit dem Gesetz oder zumindest mit der Sitte in Konflikt, worauf ihm das Polizei- und Militärdepartement des Kantons Luzern, wo er mittlerweile wohnte, die Niederlassungsbewilligung entzog und ihn des Landes verwies; dies wahrscheinlich nicht zuletzt, weil die Luzerner Behörden fürchteten, er könnte bald mittellos werden und dem Staat zur Last fallen. Vogt kehrte jedoch bald illegal zurück und begann die Gerichte zu beschäftigen. Zunächst «nur» wegen des illegalen Aufenthalts, später auch wegen Betrugs. Erneut wurde er ausgewiesen und blieb diesmal im Ausland, bis er zwei Jahre später eine Bewilligung zum Besuch seiner Eltern erhielt. Diesen Besuch konnte er aber nicht mehr antreten, weil das Deutsche Reich gerade Polen überfallen hatte. Nach dem Anschluss der sudetendeutschen Gebiete nun Bürger des nationalsozialistischen Deutschen Reiches, versuchte er 1943 erneut illegal in die Schweiz zu reisen, wurde aber zusammen mit dem Polen Zygmunt Bak erwischt. Er wurde in München inhaftiert und schliesslich vom Volksgerichtshof in Berlin wegen «Feindbegünstigung» – weil er durch seine Flucht die eigene Arbeitsleistung dem Reich entziehe – zusammen mit seinem «Komplizen» zum Tode verurteilt. Er wurde am 19. September 1944 in München mit dem Fallbeil hingerichtet. |
|              | HIER WOHNTE SZLOMA SOCHACZEWSKI JG. 1904 AUSGEWIESEN 1937 VERHAFTET 1944 LYON DEPORTIERT ERMORDET                                                                 | Rosenbergstrasse 44 | Szloma Sochaczewski (am 28.02.1904 in Uniejow (Polen) - ?) wurde im russisch-polnischen Uniejow geboren. Der Vater, Riven Sochaczewski (* 03.02.1874), kam im November 1904 vorerst allein nach St. Gallen-Tablat. Seine Mutter, Liba Jedwab (* 15.09.1878) folgte mit den beiden Kindern Baila (* 1902) und Szloma 1906 aus Kalisch (heute Kalisz). Zuerst wohnte die Familie an der Bogenstrasse 3 in St. Gallen, wo 1907 und 1909 die beiden jüngeren Söhne Jsidor und Mejer (Max) zur Welt kamen. Der Vater arbeitete als Reisender. |
|              | HIER WOHNTE MARTHA WODIUNIG JG. 1906 EINGEWIESEN 1934 HEIL- UND PFLEGEANSTALT KLAGENFURT ‘VERLEGT’ 24.3.1941 NIEDERNHARDT ERMORDET MÄRZ 1941 HARTHEIM ‘AKTION T4’ | Wassergasse 16      | Martha Wodiunig |

### Kanton Tessin
Im Kanton Tessin wurden im Sommer 2024 die ersten vier Stolpersteine gesetzt.

#### Brissago
Am 14. Juni 2024 wurden in Brissago mit vier neuen Stolpersteinen dem Schicksal von vier Mitgliedern der Familie Gruenberger gedacht. Brissago war Zufluchtsort tausender Flüchtlinge, die hier die italienisch-schweizerische Grenze überschritten. Alle vier Stolpersteine wurden am Hafen verlegt.

| Stolperstein | Inschrift | Übersetzung | Name, Leben |
| --- | --- | --- | --- |
| Bild gesucht Die Wikipedia wünscht sich an dieser Stelle ein Bild vom Ort mit diesen Koordinaten 46.118183 8.7107628 . Motiv: Hafen Brissago Falls du dabei helfen möchtest, erklärt die Anleitung , wie das geht. BW | CERCAVA RIFUGIO IN SVIZZERA EGONE GRUENBERGER NATO 1924 FUGGITO DA FIUME RESPINTO 18.12.1943 A BRISSAGO DEPORTATA 30.1.1944 DA MILANO RIUSCITO A FUGGIRE             | ZUFLUCHT IN DER SCHWEIZ SUCHTE EGONE GRUENBERGER GEBOREN 1924 GEFLÜCHTET AUS RIJEKA ZURÜCKGEWIESEN 18.12.1943 IN BRISSAGO DEPORTIERT 30.1.1944 AUS MAILAND KONNTE FLÜCHTEN                    | Egone Gruenberger |
| Bild gesucht Die Wikipedia wünscht sich an dieser Stelle ein Bild vom Ort mit diesen Koordinaten 46.118183 8.7107628 . Motiv: Hafen Brissago Falls du dabei helfen möchtest, erklärt die Anleitung , wie das geht. BW | CERCAVA RIFUGIO IN SVIZZERA ERRICO GRUENBERGER NATO 1924 FUGGITO DA FIUME RESPINTO 18.12.1943 A BRISSAGO DEPORTATA 30.1.1944 DA MILANO AUSCHWITZ ASSASSINATA         | ZUFLUCHT IN DER SCHWEIZ SUCHTE ERRICO GRUENBERGER GEBOREN 1924 GEFLÜCHTET AUS RIJEKA ZURÜCKGEWIESEN 18.12.1943 IN BRISSAGO DEPORTIERT 30.1.1944 AUS MAILAND [NACH] AUSCHWITZ ERMORDET         | Errico Gruenberger |
| Bild gesucht Die Wikipedia wünscht sich an dieser Stelle ein Bild vom Ort mit diesen Koordinaten 46.118183 8.7107628 . Motiv: Hafen Brissago Falls du dabei helfen möchtest, erklärt die Anleitung , wie das geht. BW | CERCAVA RIFUGIO IN SVIZZERA REGINA HORITZKI NATA 1888 FUGGITA DA FIUME RESPINTA 18.12.1943 A BRISSAGO DEPORTATA 30.1.1944 DA MILANO AUSCHWITZ ASSASSINATA            | ZUFLUCHT IN DER SCHWEIZ SUCHTE REGINA HORITZKI GEBOREN 1888 GEFLÜCHTET AUS RIJEKA ZURÜCKGEWIESEN 18.12.1943 IN BRISSAGO DEPORTIERT 30.1.1944 AUS MAILAND [NACH] AUSCHWITZ ERMORDET            | Regina Horitzki |
| Bild gesucht Die Wikipedia wünscht sich an dieser Stelle ein Bild vom Ort mit diesen Koordinaten 46.118183 8.7107628 . Motiv: Hafen Brissago Falls du dabei helfen möchtest, erklärt die Anleitung , wie das geht. BW | CERCAVA RIFUGIO IN SVIZZERA ADELE HORITZKI GRUENBERGER NATA 1890 FUGGITA DA FIUME RESPINTA 18.12.1943 A BRISSAGO DEPORTATA 30.1.1944 DA MILANO AUSCHWITZ ASSASSINATA | ZUFLUCHT IN DER SCHWEIZ SUCHTE ADELE HORITZKI GRUENBERGER GEBOREN 1890 GEFLÜCHTET AUS RIJEKA ZURÜCKGEWIESEN 18.12.1943 IN BRISSAGO DEPORTIERT 30.1.1944 AUS MAILAND [NACH] AUSCHWITZ ERMORDET | Adele Horitzki Gruenberger, ihre drei Kinder Errico und Egone, dessen Ehefrau Edith Szimkovits Gruenberger sowie ihre Schwester Regina Horitzki flüchteten 1943 aus Rijeka in die Schweiz. Nach einem beschwerlichen Fussmarsch über die Berge an der Grenze baten sie im Tessin um Asyl. Sie wurden nach einer Nacht in Brissago aber nach Italien zurückgebracht – nur die schwangere Edith durfte in der Schweiz bleiben. In Italien wurden sie von deutschen Soldaten verhaftet. Nach etwas mehr als einem Monat in Gefängnishaft wurden sie von Mailand nach Auschwitz verbracht. Egone gelang die Flucht aus dem Güterwagen und in die Schweiz, wo er dieses Mal bleiben durfte. Über den Tod von Adele, Regina und Erico in Auschwitz sind keine weitere Informationen bekannt. |

### Kanton Thurgau
Im Kanton Thurgau wurden bis Ende 2020 drei Stolpersteine an drei Adressen verlegt, zwei in Kreuzlingen und einer in Tägerwilen. Die Initiative «Stolpersteine für Konstanz – Gegen Vergessen und Intoleranz» initiierte die Verlegung dieser drei Stolpersteine auf Schweizer Gebiet in der Konstanzer Nachbargemeinde Kreuzlingen sowie in der Konstanzer Gemarkung Tägermoos. Die Verlegungen in Kreuzlingen fanden am 75. Jahrestag der Verhaftung der beiden Fluchthelfer statt.

#### Kreuzlingen
| Stolperstein | Inschrift | Verlegeort           | Name, Leben |
| ------------ | --- | -------------------- | --- |
|              | HIER WOHNTE ERNST BÄRTSCHI JG. 1903 VERHAFTET 1938 'VORBEREITUNG ZUM HOCHVERRAT' ZUCHTHAUS LUDWIGSBURG BEFREIT/ÜBERLEBT                                     | Schäflerstrasse 11 · | Ernst Bärtschi wurde am 15. Februar 1903 in Tuttlingen im heutigen Baden-Württemberg geboren. Er war Schweizer Bürger wie sein Vater, ein Schuster aus Dulliken im Kanton Solothurn, der in Deutschland beim Bau der Schwarzwaldbahn arbeitete und eine Frau aus Tuttlingen heiratete. Ernst Bärtschi und seine deutschen Freunde Karl Durst und Andreas Fleig schmuggelten ab 1933 politische Flugschriften und Broschüren. Später half er unzähligen Emigranten, in die Schweiz zu flüchten. 1938 tappte er mit seinen Mitstreitern in eine Falle der Gestapo und wurde zu 13 Jahren Haft verurteilt. Kurz vor Kriegsende wurde er von den Amerikanern befreit. Bärtschi ist am 7. Dezember 1983 in Scherzingen im Kanton Thurgau verstorben. |
|              | HIER WOHNTE ANDREAS FLEIG JG. 1884 VERZOGEN 1912 DEUTSCHER STAATSBÜRGER VERHAFTET 1938 'VORBEREITUNG ZUM HOCHVERRAT' ZUCHTHAUS LUDWIGSBURG BEFREIT/ÜBERLEBT | Schäflerstrasse 7 ·  | Andreas Fleig wurde am 26. Januar 1884 im badischen Sulz an der Lahr geboren. Seine Eltern waren der Schreiner Nikolaus Fleig und dessen Frau Elisabeth. Er hatte mehrere Geschwister und erlernte ebenfalls das Handwerk des Schreiners. Er übersiedelte nach Konstanz, trat 1904 dem Deutschen Holzarbeiterverband bei und war von 1910 bis 1914 Mitglied der SPD. 1912 übersiedelte er in die grenznahe Thurgauer Gemeinde Kreuzlingen und arbeitete für die Firma Jonasch & Cie, die Sitzmöbel herstellte. Er heiratete Wilhelmine Friedricke geb. Bleich. Das Paar hatte einen Sohn, Karl Andreas, geb. am 10. November 1916 in Konstanz. Im Ersten Weltkrieg diente er von 1915 bis 1918 im deutschen Heer, kehrte aber 1918 von einem Heimaturlaub nicht zur Truppe zurück, sondern blieb in der Schweiz. 1928 kaufte er für zirka 15'000 Franken ein kleines Haus in der Schäflerstrasse 7 in Kreuzlingen. Ein Gemeinderat beschrieb ihn als einen «Schwaben von echtem Schrot und Korn. Tüchtig im Beruf und hilfsbereit im Leben.» Fleig war ein erklärter Gegner des Nationalsozialismus und hielt Kontakt zu Gewerkschaftern und Sozialdemokraten. Bereits ab 1933 wurde er von der Gestapo steckbrieflich gesucht. Gemeinsam mit seinen Arbeitskollegen und Freunden Josef Anselm und Karl Durst aus Konstanz und seinem Hausnachbarn, dem Aluminiumarbeiter Hermann Ernst Bärtschi, schmuggelte er politische Broschüren und Zeitschriften wie Der Funke, die afa-Nachrichten oder den Neuen Vorwärts von der Schweiz nach Deutschland. Weiter war er mit seinen Freunden als Kurier für Emigrantenpost von der Schweiz nach Deutschland tätig und besorgte auch Grenzpassierscheine, mit denen er verfolgte Funktionäre der deutschen Arbeiterbewegung über die Grenze lotste. Beispielsweise rettete er den SPD-Reichstagsabgeordneten Hans Unterleitner, der von 1933 bis 1935 im Konzentrationslager Dachau interniert war, und dessen Familie. Als er am 8. Mai 1938 gemeinsam mit Bärtschi und Durst den verfolgten Gewerkschaftsfunktionär Hans Lutz über die Grenze bringen wollte, wurden alle drei Fluchthelfer verhaftet. Lutz hatte unter Folter alle Namen der sogenannten Funkentruppe verraten. Ebenfalls verhaftet wurden Josef Anselm, Paulina Gutjahr und Bruno W. Schlegel, die anderen Mitglieder der Widerstandsgruppe. Fleig wurde am 12. Oktober 1938 vom Volksgerichtshof in Berlin unter Vorsitz von Karl Engert zu 15 Jahren Zuchthaus und 10 Jahren Ehrverlust verurteilt. Am 7. November 1938 wurde er in das Zuchthaus Ludwigsburg überstellt, wo er bis 5. April 1945 inhaftiert blieb. Da sich die Amerikaner näherten, wurde er in das Zuchthaus Landsberg/Lech überstellt, wo er am 28. Mai 1945 entlassen wurde. Während der Haft hatte Fleig bleibende gesundheitliche Schäden erlitten: Herzmuskelschwäche, neuralgisch-rheumatische Beschwerden sowie ein schmerzhaftes Ohrenleiden. 1945 ging Fleig zuerst nach Konstanz, dann in seine Heimatstadt und schliesslich nach Dübendorf bei Zürich, wo sein Sohn arbeitete. Später übersiedelte er nach Esslingen am Neckar bei Stuttgart und Mitte der 1950er-Jahre wiederum in seine Heimatstadt. Sein Antrag auf Haftentschädigung wurde vom badischen Finanzministerium am 28. Juli 1951 wie folgt beantwortet: «Der Antrag wird abgelehnt werden. Damit entfällt auch die Anerkennung als Opfer des Nationalsozialismus». Nur mit Hilfe eines Anwalts konnte er seine Ansprüche durchsetzen. Andreas Fleig ist am 9. Februar 1971 in Sulz an der Lahr verstorben. |

#### Tägerwilen
| Stolperstein | Inschrift | Verlegeort                         | Name, Leben |
| ------------ | --- | ---------------------------------- | --- |
|              | HIER WOHNTE OTTO VOGLER JG. 1876 IM WIDERSTAND VERHAFTET 1938 ZUCHTHAUS LUDWIGSBURG NEUENGAMME ERMORDET 14.12.1941 DACHAU | Konstanzerstrasse 123, Tägermoos · | Otto Vogler wurde am 18. Oktober 1876 in der Gemeinde Leustetten, Amt Überlingen, geboren. Er war deutscher Staatsbürger. Seine Eltern betrieben eine kleine Landwirtschaft. Er selbst wurde 1896 zum Wehrdienst eingezogen, jedoch nach fünf Monaten wegen eines Beinbruchs vorzeitig entlassen. Danach arbeitete er in Südfrankreich, London und Paris als Haus- und Empfangsdiener. Als der Erste Weltkrieg ausbrach, arbeitete Vogler in der Schweiz. Er meldete sich 1915 freiwillig zum deutschen Militär, wurde mehrfach im Kampf verletzt und erkrankte im Winter 1916/17 in Mazedonien an Malaria. Er wurde von der Front abgezogen und als Dolmetscher eingesetzt. Er erhielt das Verwundetenabzeichen und später das von Hindenburg 1934 gestiftete Ehrenkreuz für Frontkämpfer. Im Oktober 1920 heiratete er in Baden-Baden Adele Zwahlen, eine Schweizer Bürgerin, geboren am 13. März 1890 in Matten bei Interlaken. Das Paar hatte vier Kinder, geboren in den folgenden sechs Jahren. 1922 übersiedelte die Familie aus dem Geburtsort Voglers nach Durlach bei Karlsruhe. Dort kaufte er die Gastwirtschaft Schwarzer Adler und verkaufte sie zwei Jahre später mit Gewinn. In der Inflationszeit verlor er jedoch sein gesamtes Vermögen und versuchte sich anschliessend erfolglos als Kolonialwarenhändler. Von 1924 bis 1930 arbeitete er als Bahnportier für das Inselhotel in Konstanz. 1931 übersiedelte die Familie in den Heimatort der Ehefrau. Im Januar 1932 kehrte Vogler nach Konstanz zurück und gründete im Verlauf des Jahres ein kleines Geschäft für Milchprodukte und Eier. Ab Mai 1932 lebte er mit seiner Familie im thurgauischen Tägerwilen, direkt an der Grenze zu Konstanz. Anfang Oktober 1938 machte Vogler in einer Schweizer Gastwirtschaft unter Alkoholeinfluss abfällige Bemerkungen über Goebbels, Göring und Hitler. Deutsche Gäste denunzierten ihn sogleich bei der Gestapo. Wenige Tage später wurde er in seiner Käsehandlung verhaftet. Nach sieben Monaten Untersuchungshaft wurde ihm in Konstanz der Prozess gemacht. Der Senat war mit einer Reihe prominenter Nationalsozialisten besetzt, darunter Kurt Albrecht als Vorsitzender, Ludwig Fischer, Daniel Hauer und Ernst Jenne. Es war das einzige Verfahren, welches vom Volksgerichtshof in Konstanz geführt wurde. Vogler wurde zu zwei Jahren Zuchthaus verurteilt, die Untersuchungshaft wurde angerechnet. Wegen verminderter Zurechnungsfähigkeit aufgrund des Alkoholkonsums verzichtete das Gericht auf die Aberkennung der bürgerlichen Ehrenrechte, betonte aber in der Urteilsverkündung, dass Vogler durch seine «bösartigen Äusserungen eine schwere Gefahr für das Ansehen des deutschen Volkes herbeigeführt» habe. Nach Verbüssen seiner Haftstrafe wurde er am 21. November 1940 erneut verhaftet und ohne Verfahren in das Konzentrationslager Dachau überstellt. Er bekam dort die Häftlingsnummer 21609. Ende Januar 1941 erfolgte die Überstellung in das Konzentrationslager Neuengamme, wo er mutmasslich schwere körperliche Arbeit in der Ziegelei, der Rüstungsindustrie und beim Bau militärischer Anlagen verrichten musste. Bereits im April 1941 wurde er nach Dachau rückverlegt, wo er am 14. Dezember 1941 verstarb. Als offizielle Todesursache wurde «Versagen von Herz und Kreislauf bei Darmkatarrh» angegeben. Sein Leichnam wurde im Krematorium des Konzentrationslagers verbrannt, die Asche verstreut. Daher gibt es keine Grabstätte. Voglers Witwe übersiedelte 1942 mit den beiden jüngeren Kindern zu ihrer Schwester ins bernische Matten bei Interlaken. Später erhielt sie von der Bundesrepublik Deutschland eine Witwenrente und eine Entschädigung zugesprochen. Alle vier Kinder blieben ohne Nachkommen: Otto Konrad (geb. 1921) fiel im Jahr 1943 in Russland. Adolf Arnold (geb. 1922) verstarb 1949 in sowjetischer Kriegsgefangenschaft. Die jüngeren Kinder hiessen Adelheid Ida (1924–1983) und Friedrich Max (1926–1950). Adele Zwahlen verstarb am 22. Februar 1981 in Interlaken. |

### Kanton Zürich

#### Winterthur
Am 31. August 2022 wurden in Winterthur drei Stolpersteine an der ehemaligen Wohnadresse in der Marktgasse verlegt.
| Stolperstein | Inschrift | Verlegeort      | Name, Leben |
| ------------ | --- | --------------- | --- |
|              | HIER WOHNTE LINA LEVITUS JG. 1895 AUSGEWANDERT DEPORTIERT OHNE BÜRGERRECHT AUSCHWITZ ERMORDET 11.10.1942                                     | Marktgasse 45 · | Lina Levitus wurde 1895 in Winterthur als Tochter von Therese Levitus geboren. Nach dem Wegzug des Vaters lebte die Familie in prekären Verhältnissen, ab 1908 in Zürich. 1913 wurden sie und ihre Schwester Martha wegen Prostitution verhaftet. Sie verliess ein paar Jahre später die Schweiz. Später lebte sie bei ihrer Mutter in Prag. Sie wurde wohl im Sommer 1942 ins KZ Auschwitz-Birkenau deportiert, wo sie am 11. Oktober 1942 gestorben ist. |
|              | HIER WOHNTE THERESE LEVITUS GEB. DREIFUSS JG. 1864 AUSGEBÜRGERT INFOLGE HEIRAT AUSGEWIESEN 1923 DEPORTIERT THERESIENSTADT ERMORDET 28.8.1942 | Marktgasse 45 · | Therese Levitus, geborene Dreifuss, ist 1864 in Endingen AG auf die Welt gekommen. Sie heiratete einen böhmischen Händler und verlor so ihr Schweizer Bürgerrecht. 1893 zog die Familie von Zürich nach Winterthur. In Winterthur kamen zur erstgeborenen Tochter noch vier weitere Kinder hinzu, darunter Lina und Bertha. Die Familie hatte finanzielle Probleme. 1902 verliess der Ehemann Karl Levitus die Stadt, siedelte später in die USA über. Therese zog 1908 nach Zürich und versuchte mit verschiedenen Tätigkeiten, ihre Familie zu ernähren. Nach einer Haftstrafe wegen Zuhälterei wurde Therese mit ihrem jüngsten Kind 1923 ausgewiesen. Sie lebte fortan in Prag. Später lebten auch ihre Töchter Bertha und Lina wieder bei ihr. Im Sommer 1942 wurde sie ins KZ Theresienstadt deportiert, wo sie am 28. August 1942 ermordet wurde. |
|              | HIER WOHNTE BERTHA WEIDLER GEB. LEVITUS JG. 1893 AUSGEWIESEN 1922 DEPORTIERT 1943 ERMORDET IN AUSCHWITZ                                      | Marktgasse 45 · | Bertha Weidler, geborene Levitus, ist 1893 in Winterthur als Tochter von Therese Levitus auf die Welt gekommen. Nach dem Wegzug des Vaters lebte die Familie in prekären Verhältnissen, ab 1908 in Zürich. Sie wurde 1915 nach Böhmen, der unbekannten Heimat ihres Vaters, ausgeschafft. 1922 wurde sie wegen Prostitution erneut aus der Schweiz ausgewiesen. Sie lebte fortan in Prag. Eine Ausreise aus dem von Deutschland annektierten Böhmen nach Shanghai misslang. Sie wurde wohl im Sommer 1943 ins KZ Auschwitz-Birkenau deportiert und starb dort 1943 oder später. |

#### Zürich
In der Stadt Zürich wurden 16 Stolpersteine an zwölf Adressen verlegt.
| Stolperstein                            | Inschrift | Verlegeort               | Name, Leben |
| --------------------------------------- | --- | ------------------------ | --- |
| Stolperstein für Alain Beer             | ALAIN BERR JG. 1942 GEBOREN IN NANCY VERHAFTET 28.2.1944 MIT SEINER MUTTER DEPORTIERT ERMORDET 1.2.1945 AUSCHWITZ                                                             | Clausiusstrasse 39 ·     | Alain Berr wurde am 27. Mai 1942 in Nancy geboren. |
| Stolperstein für Lea Berr               | HIER WOHNTE LEA BERR GEB. BERNHEIM JG. 1915 1937 HEIRAT MIT FRANZOSEN AUSGEBÜRGERT UMZUG NACH FRANKREICH VERHAFTET 28.2.1944 ERMORDET 1.2.1945 AUSCHWITZ                      | Clausiusstrasse 39 ·     | Léa Josefina Berr geb. Bernheim wurde am 1. Mai 1915 in Buenos Aires geboren. |
| Stolperstein für Margot Sara Correns    | HIER WOHNTE MARGOT SARA CORRENS GEB. SUSMAN JG. 1898 1922 HEIRAT IN THÜRINGEN VERHAFTET 24. MAI 1944 ZITADELLE PETERSBERG ERFURT ERMORDET 25. MAI 1944                        | Stockerstrasse 25 ·      | Margot Correns geb. Susman wurde 1898 in Zürich geboren. Sie lebte nach der Hochzeit ab 1922 in Thüringen. Sie wurde am 24. Mai 1944 verhaftet und starb am 25. Mai 1944 in der Zitadelle Petersberg in Erfurt. |
| Stolperstein für Mina Koplewits-Epstein | HIER WOHNTE MINA EPSTEIN JG. 1912 1937 HEIRAT IN ANTWERPEN 1942 FLUCHTVERSUCH SCHWEIZ ZURÜCKGEWIESEN DEPORTIERT AUSCHWITZ TODESMARSCH JAN. 1945 ERMORDET                      | Zwinglistrasse 32 ·      | Mina Epstein geb. Epstein wurde 1912 in Zürich geboren. Sie lebte ab 1937 in Antwerpen. 1942 wurde sie zusammen mit ihrer fünfjährigen Tochter an der Schweizer Grenze in Basel zurückgewiesen, an die Deutschen ausgeliefert und am 8. September 1942 nach Auschwitz gebracht. Verstorben im Januar 1945 auf den Todesmärschen. |
| Stolperstein für Fanny Koplewits        | FANNY KOPLEWITS-EPSTEIN JG. 1937 1942 DEPORTIERT AUSCHWITZ ERMORDET 1942 | Zwinglistrasse 32 ·      | Fanny Koplewits-Epstein wurde als Tochter von Mina Koplewits-Epstein 1938 in Belgien geboren. Nach der Deportation am 8. September 1942 nach Auschwitz ermordet. |
| Stolperstein für Julie Emma Flöscher    | HIER WOHNTE JULIE EMMA FLÖSCHER JG. 1913 AB 1934 IN DEUTSCHLAND IN EINER HEILANSTALT ERMORDET 17.6.1940 GRAFENECK 'AKTION T4'                                                 | Stapferstrasse 21 ·      | Julie Emma Flöscher war seit Geburt im Jahr 1913 in Zürich psychisch behindert. 1934 wurde sie als deutsche Staatsangehörige in die Heil- und Pflegeanstalt Reichenau bei Konstanz verlegt. Am 17. Juni 1940 wurde sie im Rahmen der Aktion T4 in der Tötungsanstalt Grafeneck vergast. |
| Stolperstein für Walter Kölliker        | HIER WOHNTE WALTER KÖLLIKER JG. 1898 UMZUG 1923 DEUTSCHLAND IM WIDERSTAND VERHAFTET Nov. 1933 SCHUTZHAFT 11. 6. 1937 KZ SACHSENHAUSEN TOT 6.6.1938                            | Plattenstrasse 68 ·      | Walter Kölliker wurde 1898 in Zürich geboren und wuchs in Männedorf auf. Seit 1923 lebte er in Jessen (Sachsen) und betrieb dort eine Gärtnerei, die 1930 Konkurs ging. In der Folge arbeitete er in Halle an der Saale als Journalist für kommunistische Zeitungen. Nach der Machtübernahme der Nationalsozialisten im November 1933 wurde er verhaftet und zu drei Jahren Gefängnis verurteilt. Eine Wiedereinbürgerung des zwischenzeitlich staatenlos gewordenen Kölliker wurde vom EJPD verweigert. Aus dem Gefängnis wurde Walter Kölliker direkt ins KZ Sachsenhausen verbracht, wo er am 6. Juni 1938 verstarb. |
|                                         | HIER WOHNTE ALBERT MÜLLI JG. 1916 SP-MITGLIED VERHAFTET 1938 IN WIEN BESITZ VON KOMMUNIST. FLUGSCHRIFTEN ZUCHTHAUS STEIN A. D. DONAU DEPORTIERT 1942 DACHAU BEFREIT 29.4.1945 | Gamperstrasse 7 ·        | Albert Mülli wurde 1916 geboren. Er stammte aus einer sozialdemokratischen Arbeiterfamilie, wurde Mitglied der Roten Falken und später der Sozialistischen Arbeiter-Jugend. Im Jahr 1938 schmuggelte er kommunistische Flugschriften nach Wien, wurde allerdings observiert und bei der Übergabe von der Gestapo verhaftet. Er wurde wegen Vorbereitung des Hochverrats angeklagt und zu drei Jahren Zuchthaus verurteilt. 1941 wurde er nicht entlassen, sondern vom NS-Regime in sogenannte Schutzhaft genommen und in das KZ Dachau überstellt. Seine Häftlingsnummer war 29331. Überleben konnte er mutmasslich nur deshalb, weil seine handwerklichen Fähigkeiten sehr nützlich waren. 1945 wurde er von amerikanischen Truppen in einer KZ-Aussenstelle befreit. Er kehrte in Häftlingskleidung in seine Heimat zurück. Nach 7-jähriger NS-Haft forderten ihn die Schweizer Behörden auf, für sechs dieser Jahre Militärsteuer nachzuzahlen. Als ihm 1956 Wiedergutmachung zugesprochen wurde, fand sich am Bescheid der Vermerk: «Nazischaden unbestritten, es liegt aber ein grosses Selbstverschulden vor.» |
|                                         | HIER WOHNTE GINO PEZZANI JG. 1911 UMZUG SÜDFRANKREICH VERHAFTET 3. MAI 1943 GESTAPO-GEFÄNGNIS FRESNE DEPORTIERT SACHSENHAUSEN VON EINEM TODESMARSCH GEFLOHEN                  | Jungstrasse 9 ·          | Gino Pezzani wurde 1911 in Biogno-Beride im Tessin geboren. 1943 wurde er in Südfrankreich verhaftet, wo er als Kunstmaler lebte. Ab dem 19. April 1944 war er im KZ Sachsenhausen interniert. Am 4. Mai 1945 gelang ihm die Flucht auf dem Todesmarsch. Danach lebte er 1945 in Zürich, seit 1976 in Schlieren. Er verstarb 2005. |
| Stolperstein für Sara Sabine Pommer     | HIER WOHNTE SARA SABINE POMMER GEB. POMERANZ JG. 1900 EINREISE ABGELEHNT 1941 VERHAFTET 29. 8. 1942 IN FRANKREICH DEPORTIERT/ERMORDET 1942 AUSCHWITZ                          | Rotwandstrasse 53 ·      | Sara Sabine Pommer wurde im Jahr 1900 als Sara Pomeranz in Berlin geboren. Die Familie Pomeranz zog 1903 nach Zürich. 1919 heiratete sie den Wiener Pelzhändler Siegmund Pommer. Nach dem Anschluss Österreichs erhielt sie im August 1938 ein Visum zur Vorbereitung der Auswanderung für die Schweiz. Die Familie liess sich in der Folge in Limoges in Frankreich nieder. Eine erneute Reise nach Zürich nach der Besatzung Frankreichs 1940 wurde von den Schweizer Behörden verweigert. Am 28. August 1942 wurden sie ins Camp de Nexon deportiert. Drei Tage später wurden sie vom Sammellager Drancy ins KZ Auschwitz verbracht und dort sofort ermordet. Das von den Schweizer Behörden auf Druck der Familie am 9. September 1942 doch noch ausgestellte Visum war zu spät gekommen. |
|                                         | HIER WOHNTE ARMAND FRÉDÉRIC ROTHSCHILD JG. 1924 UMZUG 1934 NACH FRANKREICH VERHAFTET 15./16. JULI 1942 DEPORTIERT 20.7.1942 AUSCHWITZ ERMORDET 1942                           | Stampfenbachstrasse 75 · | Frédéric Rothschild, auch Fritz, wurde am 9. April 1924 in Zürich geboren. Seine Eltern waren Samuel Rothschild und Selma geb. Abraham. Er hatte einen Bruder und eine Schwester, John und Jula. Sein Vater starb im August 1928 mit nur 49 Jahren. Obwohl die Familie drei Jahre später eingebürgert wurde, beschloss die Mutter, weil es ihr sicherer erschien, nach der Machtergreifung Hitlers in Deutschland im Januar 1933 mit der Familie nach Frankreich zu ziehen. Sie bewirtschafteten dort einen Hof, wo der Junge auch aufwuchs. Im Sommer 1942 tauchte die Gestapo in Begleitung französischer Polizisten auf. Sie verhafteten insgesamt 14 Personen, darunter auch den nunmehr 18-jährigen Frédéric Rothschild. Gemeinsam mit Mutter und Schwester wurde der junge Mann in das Vernichtungslager Auschwitz deportiert. Unmittelbar nach der Ankunft wurden Mutter und Schwester ermordet, er selbst soll noch einige Monate für Zwangsarbeit eingesetzt worden und dann umgekommen sein. Sein Bruder, zum Zeitpunkt der Razzia in der Schweiz, konnte überleben. |
|                                         | HIER WOHNTE JULA ROTHSCHILD JG. 1922 UMZUG 1934 NACH FRANKREICH VERHAFTET 15./16. JULI 1942 DEPORTIERT 20.7.1942 AUSCHWITZ ERMORDET 1942                                      | Stampfenbachstrasse 75 · | Jula Rothschild wurde am 24. Februar 1922 in Zürich geboren. Ihre Eltern waren Samuel Rothschild und Selma geb. Abraham. Sie hatte zwei Brüder, John und Frédéric. Ihr Vater starb im August 1928 mit nur 49 Jahren. Obwohl die Familie drei Jahre später eingebürgert wurde, beschloss die Mutter, weil es ihr sicherer erschien, nach der Machtergreifung Hitlers in Deutschland im Januar 1933 mit der Familie nach Frankreich zu ziehen. Sie bewirtschafteten dort einen Hof, wo das Mädchen auch aufwuchs. Im Sommer 1942 tauchte die Gestapo in Begleitung französischer Polizisten auf. Sie verhafteten insgesamt 14 Personen, darunter auch die nunmehr 20-jährige Jula Rothschild. Gemeinsam mit Mutter und Bruder wurde die junge Frau in das Vernichtungslager Auschwitz deportiert. Unmittelbar nach der Ankunft wurden Jula Rothschild und ihre Mutter ermordet, mutmasslich in einer Gaskammer. Ihr jüngerer Bruder wurde zur Zwangsarbeit eingeteilt und kam wenige Monate später um. Der ältere Bruder war zum Zeitpunkt der Razzia in der Schweiz, er konnte überleben. |
|                                         | HIER WOHNTE SARA 'SELMA' ROTHSCHILD GEB. ABRAHAM JG. 1895 UMZUG 1934 NACH FRANKREICH VERHAFTET 15./16. JULI 1942 DEPORTIERT 20.7.1942 AUSCHWITZ ERMORDET 1942                 | Stampfenbachstrasse 75 · | Selma Rothschild geb. Abraham, auch Sara, wurde am 11. Januar 1895 in Rust in Baden (Deutsches Reich) geboren. Ihre Eltern waren Albert Abraham und Lina geb. Johl. Sie heiratete um 1918 den Kaufmann Samuel Rothschild, geboren am 23. Januar 1879 in Gailingen am Hochrhein im Landkreis Konstanz. Das Ehepaar hatte drei Kinder, John, auch Jean (geboren am 12. März 1920), Jula und Frédéric, alle geboren in Zürich. Der Ehemann starb am 18. August 1928 in Zürich. Drei Jahre später wurde die Familie eingebürgert. Nach der Machtergreifung Hitlers in Deutschland zog Selma Rothschild mit ihren Kindern nach Frankreich und bewirtschaftete einen Hof. Im Sommer 1942 wurden dort insgesamt vierzehn Personen von der Gestapo in Begleitung französischer Polizisten verhaftet, darunter Selma Rothschild und die zwei jüngeren Kinder. John Rothschild entging der Verhaftung, weil er damals an der ETH Zürich studierte. Die Familie wurde in das Vernichtungslager Auschwitz deportiert. Selma Rothschild und ihre Tochter wurden unmittelbar nach der Ankunft am 20. Juli 1942 ermordet, Frédéric einige Monate später. Einziger Überlebender der Familie war John Rothschild, der 1942 in der Schweiz Renée heiratete. Das Ehepaar bekam zwei Kinder. Der besorgte Sohn suchte nach seiner Mutter und seinen Geschwistern. Er erhielt die Nachricht des NS-Regimes, Selma und ihre Kinder hätten sich freiwillig für einen Arbeitseinsatz in Deutschland gemeldet – zynischerweise nachdem bereits alle drei ermordet worden waren. Im Jahr 1951 emigrierte John Rothschild mit seiner Familie in die Vereinigten Staaten. Im Ruhestand gingen er und seine Frau als Zeitzeugen in Schulen und erzählten von der Shoah. Anfang 2018 starben die Eheleute im Abstand von nur sieben Wochen. Zum Zeitpunkt ihres Todes hatten sie vier Enkelsöhne und fünf Urenkel. |
| Stolperstein für Luise Salomons-Rom     | HIER WOHNTE LUISE 'LULU' SALOMONS-ROM JG. 1907 LEBTE IN AMSTERDAM INTERNIERT 1943 WESTERBORG DEPORTIERT 1944 BERGEN-BELSEN BEFREIT                                            | St. Jakobsstrasse 53 ·   | Luise Salomons-Rom geb. Rom wurde 1907 in Zürich geboren und heiratete 1929 Abraham Salomons. Dadurch verlor sie die schweizerische Staatsbürgerschaft. Sie lebte mit ihrem Mann in Amsterdam. Sie wurde in Westerbork interniert und nach Bergen-Belsen deportiert. Ende April 1945 wurde sie aus dem Internierungslager Lindele bei Biberach befreit. |
| Stolperstein für Henrika Sigmann        | HIER WOHNTE HENRIKA 'YETTLI' SIGMANN GEB. WEINBERGER JG. 1899 VERHAFTET 1942 IN HOLLAND INTERNIERT 12. 1. 1943 WESTERBORK ERMORDET 21.1.1943 AUSCHWITZ                        | Langstrasse 6 ·          | Henrika Sigmann wurde 1899 als Henrika Weinberger in Zborov geboren und Yettli genannt. Seit 1909 lebte sie in Zürich. Durch die Heirat mit Bernhard D. Sigmann verlor sie 1922 ihre Schweizer Staatsbürgerschaft. Das Ehepaar lebte in Amsterdam, später in Scheveningen, und hatte fünf Kinder. Im Dezember 1942 wurde die Familie in ihren Verstecken verhaftet. Im Januar 1943 wurden sie ins Durchgangslager Westerbork verbracht. Die Jüdin wurde gleich nach Ankunft am 21. Januar 1943 im KZ Auschwitz zusammen mit den beiden älteren Kindern und dem Ehemann ermordet. Die jüngeren Kinder Leo, Lilly und Charly überlebten den Holocaust dank einem Scharlachausbruch im Kinderlager Westerbork und ihren honduranischen Pässen. Sie wurden im Februar 1944 ins Ghetto Theresienstadt verbracht, wo sie im Mai 1945 befreit wurden. |
|                                         | HIER WOHNTE JOSEF TRAXL JG. 1900 1937 INTERNIERT UND 'AUSSCHAFFUNG' NACH ÖSTERREICH WEGEN HOMOSEXUALITÄT DEPORTIERT BUCHENWALD TOT 24.8.1941                                  | Schöntalstrasse 22 ·     | Josef Alfons Traxl wurde 1900 in Zürich geboren und war österreichischer Staatsbürger. Er begann eine kaufmännische Lehre, war aber später als Maurerhandlanger tätig. Er wohnte bei seinen Eltern und geriet wegen seiner Homosexualität ins Visier der Polizei. Noch bis 1942 wurden sexuelle Handlungen unter erwachsenen Männern in der Schweiz strafrechtlich verfolgt. Er wurde ausgewiesen, kehrte allerdings mehrmals zurück, wurde wieder verhaftet und erhielt im Jahr 1925 einen formellen Landesverweis, der ihn wie folgt abkanzelt: «ein unverbesserlicher, arbeitsscheuer Taugenichts, der als Strichjunge ein lasterhaftes Leben führt und sich in ekelhafter Weisen den Homosexuellen zur Unzucht hingibt». Er kam ohne Verfahren in die Strafanstalt Regensdorf und sollte erneut nach Österreich abgeschoben werden. Doch die Schweizer Behörden wollten von Österreich die Zusicherung, dass er dort «in einer geeigneten Anstalt» untergebracht werde. Die österreichischen Behörden teilten mit, dass sie dazu keine Handhabe hätten. Daraufhin wurde er einfach über die Grenze gebracht. Zu einem späteren Zeitpunkt wurde Josef Traxl vom NS-Regime verhaftet und am 24. August 1941 im KZ Buchenwald ums Leben gebracht. |

## Verlegedaten

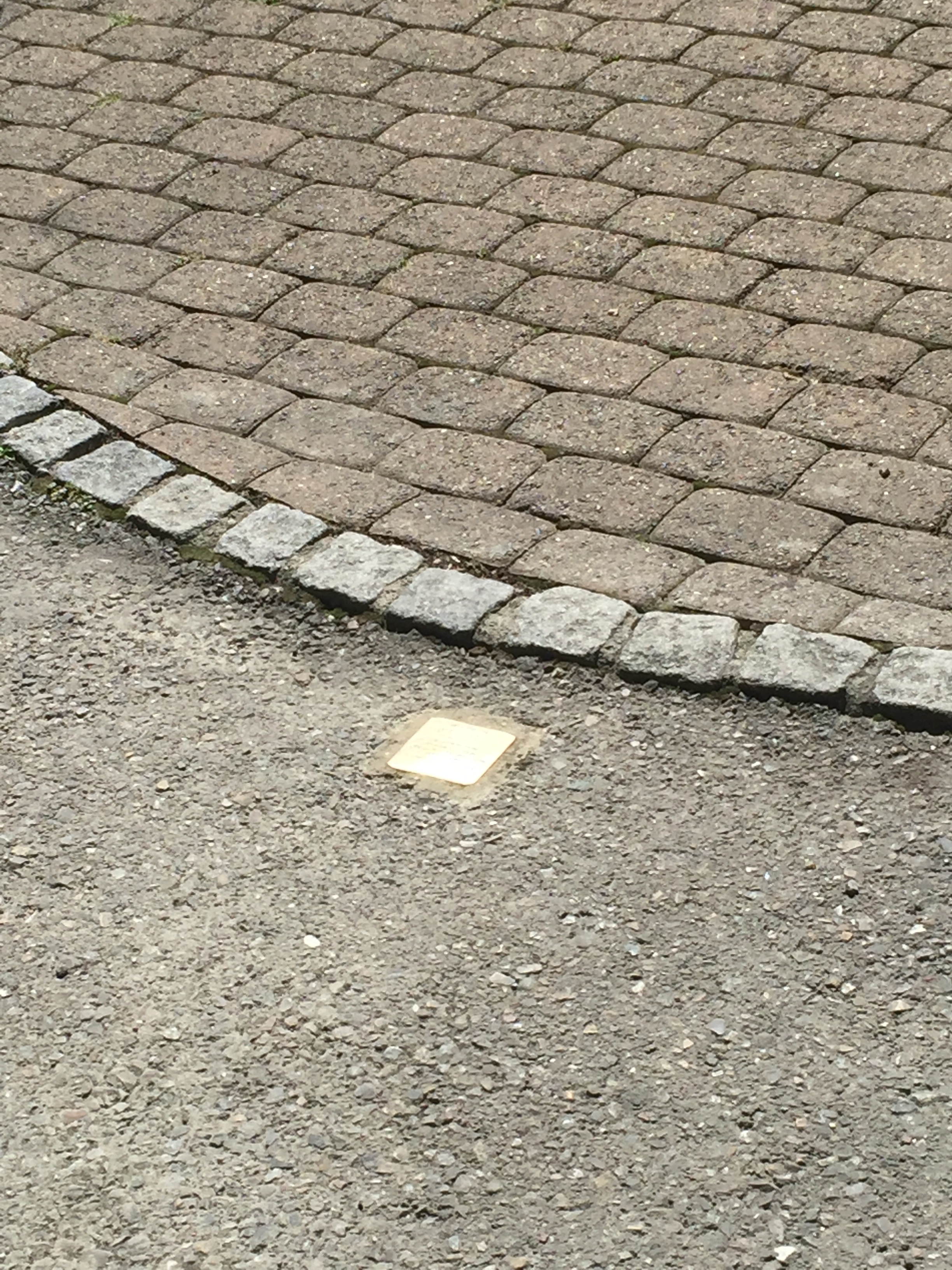
Stolperstein für Otto Vogler im Tägermoos bei Tägerwilen, verlegt 2015

Die ersten Verlegungen in der Schweiz erfolgten an folgenden Tagen:
- 8. September 2013: Kreuzlingen
- 13. September 2015: Tägerwilen
- 27. November 2020: Zürich (Clausiusstrasse 39, Gamperstrasse 7, Stampfenbachstrasse 75, Schöntalstrasse 22)
- 21. Juni 2021: Zürich (Langstrasse 6, Plattenstrasse 68, Rotwandstrasse 53, Stapferstrasse 21)[27]
- 2. November 2021: Basel (Erlenstrasse 14, Mostackerstrasse 15, Rappoltshof 7, Schnabelgasse 3, Grenzübergang Riehen-Lörrach)[9]
- 21. Juni 2022: Zürich (St. Jakobsstrasse 53, Jungstrasse 9, Stockerstrasse 25, Zwinglistrasse 32)[38]
- 23. August 2022: Basel (Hegenheimerstrasse 96, Spalenring 140, Utengasse 43)[39]
- 31. August 2022: Winterthur[40]
- 15. Juni 2023: Bern[11]
- 28. September 2023: St. Gallen (Kolosseumstrasse 21)[41]
- 14. Juni 2024: Brissago (Hafen)[13]
- 8. Mai 2025: Biel[42]
- 12. Juni 2025: St. Gallen (Rosenbergstrasse 44, Wassergasse 16)[43]